# تابستان قرمز
تابستان قرمز (انگلیسی: Red Summer) دوره ای از اواخر زمستان تا اوایل پاییز ۱۹۱۹ که طی آن تروریسم و شورش‌های نژادی برتری طلب سفیدپوستان در بیش از ده‌ها شهر در سراسر ایالات متحده آمریکا و همچنین در یک محدوده روستایی در شهرستان آرکانزاس اتفاق افتاد.